# Монтекјаро д'Асти
Монтекјаро д'Асти (итал. Montechiaro d'Asti) је насеље у Италији у округу Асти, региону Пијемонт.
Према процени из 2011. у насељу је живело 1170 становника. Насеље се налази на надморској висини од 270 м.

## Становништво
Према резултатима пописа становништва 2011. у општини је живело 1.380 становника.
| 1936. | 1951. | 1961. | 1971. | 1981. | 1991. | 2001. | 2011. |
| ----- | ----- | ----- | ----- | ----- | ----- | ----- | ----- |
| 1.661 | 1.484 | 1.497 | 1.362 | 1.426 | 1.395 | 1.382 | 1.380 |

## Партнерски градови
- Finale Ligure